# 広津和郎
広津 和郎（廣津 和郎、ひろつ かずお、1891年〈明治24年〉12月5日 - 1968年〈昭和43年〉9月21日）は、日本の小説家、文芸評論家、翻訳家。日本芸術院会員。明治期に活動した硯友社の小説家・広津柳浪の子。
早大英文科卒。奇蹟派の中心。評論から小説に転じ、虚無的な人生を描いた『神経病時代』（1917年）が評価される。批評や文学論争でも耳目を集める。作品に『やもり』（1919年）、『風雨強かるべし』（1936年）など。

## 略歴
1891年、東京牛込矢来町に生まれる。父は小説家の広津柳浪、母は須美で、和郎は次男として誕生した。7歳のときに母を亡くし、父は再婚して継母・潔子を迎えたが、家族の生活は経済的に困窮していた。幼少期から病弱だった和郎は、麻布中学校に進学するも欠席がちであった。しかし、文学への関心を早くから示し、10代のころに『萬朝報』などへの投稿でたびたび賞を得ている。
1909年、麻布中学校を卒業した和郎は早稲田大学文科予科に進学。同級生には谷崎精二や坪田譲治など、後に文壇で活躍する人物が多くいた。大学在学中、家計を助けるために翻訳や執筆活動を始め、1912年には舟木重雄らとともに同人雑誌『奇蹟』を創刊。大学卒業後、宇野浩二との終生の交流が始まる一方で、一家の生活を支えるために翻訳や新聞社での仕事を続けたが、下宿先の娘・神山ふくとの不幸な結婚生活、父・柳浪の病気や兄・俊夫の不行跡により、和郎は苦悩の日々を送る。1915年にはふくが長男・賢樹を出産。経済状況の芳しくない和郎は同年より雑誌『洪水以後』で文芸時評欄を担当し、これにより批評家として出発することとなった。
1917年、『中央公論』に発表した「神経病時代」が文壇的出世作となり、同時期に芥川龍之介や菊池寛らと知り合う。1920年代には妻との別居や新たな女性との関係、さらに関東大震災や出版事業の失敗など波乱が相次ぎ、1928年に父・柳浪を亡くしている。1930年代には代表作となる『風雨強かるべし』などを発表し、文壇での地位を高める一方で、1939年には賢樹に先立たれた。戦時中は日本文学報国会に参加。
戦後は熱海に移住。1951年、アルベール・カミュの『異邦人』を否定的に評価したことで中村光夫との間に展開した「異邦人論争」は、大正期知識人と昭和期知識人の世代交替を象徴して論壇の一時期を画した。1950年代には松川事件に関心を抱き、被告の無罪を訴える活動に尽力。1958年には松川事件対策協議会の会長となり、1961年には被告全員の無罪判決を見届けた。晩年は、妻・はまの死や自身の健康悪化に直面しながらも執筆活動を続けた。
1968年、心臓発作を起こし、熱海国立病院で死去。享年77歳。墓所は谷中霊園にある。

## 年譜
- 1891年（明治24年）
  - 広津柳浪[注 1]と須美（旧姓・蒲池）[注 2]の次男として、東京牛込矢来町にて生誕[注 3]。2歳年長の兄・俊夫がいた。
- 1898年（明治31年）7歳
  - 東京市立赤城小学校入学。
  - 母・須美が結核で病死した。享年27。
  - この頃、中村吉蔵が寄寓し、永井荷風が父・広津柳浪に弟子入りした。
- 1900年（明治33年）9歳
  - 東京牛込弁天町に転居、以後頻繁に東京市内を移転した。
- 1902年（明治35年）11歳
  - 父・広津柳浪が再婚し継母・潔子を迎えた。
- 1904年（明治37年）13歳
  - 麻布中学校に入学、病弱で欠席がちだった[注 4]。
  - 東京麻布霞町、笄町に転居した。
- 1905年（明治38年）14歳
  - 東京麻布霞町に転居した。
  - 雑誌『女子文壇』に短文「不眠の夜」を投稿、特別賞を得た。
  - この頃、同級生だった伊達順之助・石田幹之助・細川潤一郎などと知り合う。
- 1907年（明治40年）16歳
  - 正宗白鳥の『妖怪画』を読み小説に関心をもつ。
- 1908年（明治41年）17歳
  - 『微笑』が「万朝報」の懸賞小説に当選、賞金10円を得た。
- 1909年（明治42年）18歳
  - 麻布中学校を卒業。
  - 早稲田大学文科予科に入学、同級生に谷崎精二・白鳥省吾・今井白楊・青山杉作・坪田譲治・日夏耿之介らがいた。
  - 父・広津柳浪は流行作家ではなかったので収入も少なく一家の生活は困窮していた。和郎は大学在学中には翻訳などで原稿料を稼ぐようになっていた。この頃、健康法として岡田式静坐法を始めた。
- 1910年（明治43年）19歳
  - 早稲田大学英文科に進学[注 5]。
- 1912年（明治45年／大正元年）21歳
  - 雑誌出版の参考意見を聞くために、舟木重雄らと共に志賀直哉を訪ねた。
  - 舟木重雄を中心に葛西善蔵・光用穆・相馬泰三・峯岸幸作（後に谷崎精二）らとともに、同人雑誌『奇蹟』を創刊した。（翌年、第7号で廃刊）
- 1913年（大正2年）22歳
  - 早稲田大学を卒業。
  - 一家の生活が窮乏し東京麻布霞町の借家から追い立てられ、麻布本村町に転居した。
  - 徴兵検査で「第一乙種砲兵」と判定された。
  - 生活費を稼ぐためにギ・ド・モーパッサンの『女の一生』を翻訳して植竹書院から出版した。
- 1914年（大正3年）23歳
  - 補充兵教育召集で3ヶ月召集されたが、結核の疑いで世田谷の衛戍病院入院となった。
  - 父・広津柳浪が結核になり継母とともに名古屋に転地療養することになり、生活の必要から父の紹介で毎夕新聞に入社した[注 6]。
  - 東京麹町永田町の永田館に下宿した。
  - 翻訳の仕事を求めて宇野浩二が訪ねてきた。葛西善蔵が一時同居した[5]。
  - 毎夕新聞に連載記事「須磨子抱月物語」を執筆した。
- 1915年（大正4年）24歳
  - 年上の下宿の娘・神山ふくと男女の関係となり煩悶した。
  - 毎夕新聞を退社し、相馬泰三の紹介で植竹書院翻訳部に入社した。
  - 宇野浩二と共に三保の松原に旅行しトルストイの『戦争と平和』を翻訳した。（翻訳終了で植竹書院退社）
  - 父・広津柳浪の作品集の印税を届けに名古屋の父の元へ行き、父を知多半島の師崎海岸に転地療養させた。
  - 東京へ戻り、神山ふくと距離をおくために西片町の宇野浩二の家に同居、鍋井克之・沢田正二郎・渡瀬淳子・江口渙・永瀬義郎・広島晃甫らと交際した。
  - 兄・俊夫が会社で使い込みをしたことが発覚、病身の父・広津柳浪が善後策を相談するために上京してきた。
  - 神山ふくが妊娠したので東京池上の農家で出産させることにした。
  - 父の療養費・娘の出産費などを賄うために茅原華山が主宰する雑誌『洪水以後』に入社し文芸時評を担当、文芸批評家として注目されるようになる（翌年、廃刊）。
  - 神山ふくが長男・賢樹を出産した。
- 1916年（大正5年）25歳
  - 予備召集で3週間召集された。
  - 兄・俊夫のとった行動[注 7]が原因で永田町の下宿に戻った。
  - 雑誌『新潮』の編集者中村武羅夫から文芸評論の執筆を依頼され、以後『文章世界』・『時事新報』・『読売新聞』にも執筆するようになる。
  - 神奈川県江ノ島の片瀬龍口寺付近に神山ふくと長男・賢樹、知多半島の師崎から父母を迎え家をもった。
  - 神奈川県鎌倉坂の下に転居した。
- 1917年（大正6年）26歳
  - 雑誌『トルストイ研究』に「怒れるトルストイ」を発表、トルストイの道徳・教訓を厳しく批判した。
  - 神山ふくと父母との折り合いが悪いため父母を鎌倉に残して永田町の下宿に転居した。
  - 正宗白鳥の紹介で雑誌『中央公論』主筆・滝田樗陰と知り合う。
  - 雑誌『中央公論』に「神経病時代」[注 8]を発表、文壇的処女作となった。
  - 若い文学者の会合「三土会」に参加し芥川龍之介・菊池寛・佐藤春夫・久米正雄などと知り合う。
  - この頃、有楽町のカフェでＭ子と知り合う。
  - この頃、岩野泡鳴の主催する十日会にしばしば参加した。
- 1918年（大正7年）27歳
  - 神山ふくとの婚姻届を出した。
  - 長女・桃子が生まれた。
  - 宇野浩二の「蔵の中」発表のために奔走した。
- 1919年（大正8年）28歳
  - 宇野浩二の誘いで原稿執筆のために三保の松原に行きスペイン風邪に感染した。
  - 雑誌『中央公論』に「死児を抱いて」を発表した。
  - Ｍ子とともに信州の渋温泉を経て奈良に旅行、画家・鍋井克之の紹介で大阪で画家・小出楢重と知り合う。
  - 妻・ふくと別居、長男・賢樹、長女・桃子はふくが引き取った。
- 1921年（大正10年）30歳
  - 雑誌『人間』に小説を執筆したことがきっかけで直木三十五と知り合う。
  - 東京本郷の下宿八重山館の近所に久米正雄の家があったために菊池寛と知り合う[6]。
- 1923年（大正12年）32歳
  - 友人と出版社・芸術社を作り、『武者小路実篤全集』を出版するが失敗し借金を抱えた。
  - 関東大震災で被災、鎌倉の父母を見舞った後、芸術社の集金のため大阪・京都・神戸に行った。
  - 銀座のカフェ・ライオンの女給・松沢はまと知り合う。
- 1924年（大正13年）33歳
  - 「散文芸術の位置」を雑誌『新潮』に発表、散文芸術は従来の美学では律し得ないものであることを主張した。
- 1925年（大正14年）34歳
  - この頃、東京本郷菊坂の菊富士ホテルに仕事場を持ち、宮本百合子・湯浅芳子らと知り合う[注 9]。
  - カフェ・プランタン主人松山省三の愛人で待合の女将白石都里と駆け落ち[7]。同棲中だった元女給のM子と別れる[7]。
- 1926年（大正15年・昭和元年）35歳
  - この頃、東京大森馬込に松沢はまと家庭をもち、尾崎士郎・宇野千代・萩原朔太郎らと親交を深めた。
- 1927年（昭和2年）36歳
  - 尾崎士郎・宇野千代の誘いで伊豆湯ヶ島湯本館に滞在し、新潮社の世界文学全集に加えるためギ・ド・モーパッサンの『女の一生』の旧訳をフランス語原文で訂正した[注 10]。
  - 宇野浩二が精神に変調をきたしたため芥川龍之介らとともに斉藤茂吉の診察を受けさせて王子の小峰病院に入院させた。
  - 芥川龍之介が自殺した。
- 1928年（昭和3年）37歳
  - 世田谷三宿に住んでいた葛西善蔵に呼ばれ、改造社からの借金を依頼された。
  - 父・広津柳浪が病死した。
- 1929年（昭和4年）38歳
  - 芸術社の債務償還や兄夫婦の生活費のために大森書房を設立した。
- 1930年（昭和5年）39歳
  - 婦人公論に『女給』を連載、菊池寛と中央公論社との間で紛争[注 11]が起き、その調停をした。
  - 東京世田谷豪徳寺に家を新築し転居、この頃から長男・賢樹、長女・桃子がしばしば訪ねてくるようになった。近所には間宮茂輔・中野重治・徳永直・青野季吉らが住んでいた。
- 1933年（昭和8年）42歳
  - 報知新聞に『風雨強かるべし』を連載した[注 12]。
  - 宇野浩二とともに「文学界」同人となった。
- 1934年（昭和9年）43歳
  - 継母・潔子が独居を希望したために東京西大久保の借家に転居した。
  - 仕事場を菊富士ホテルから新宿ホテルに移した。
  - 島崎藤村・徳田秋聲・近松秋江・宇野浩二・佐藤春夫らとともに内務省警保局長松本学の主宰する文芸懇話会に参加した。
  - 3月16日、岩田富美夫の内妻死去に伴い開催された追善麻雀に参加したことなどが明るみになり賭博容疑で検挙[8][9]。
- 1935年（昭和10年）44歳
  - 文芸懇話会賞候補に選ばれた島木健作の『獄』が受賞できなかったので松本学に抗議した。
  - 新宿ホテルで狭心症の発作を起こした。
  - Ｘ子[10]との関係が始まった。22歳のＸ子は中央公論社に勤めていたが和郎と懇ろとなり退職[7]。
- 1936年（昭和11年）45歳
- 人民文庫講演会で「散文精神について」と題して講演し、暗黒な社会状況にめげず生きとおしていく精神が散文精神であると主張した。
- 1937年（昭和12年）46歳
  - 「心臓の問題」「歴史を逆転させるもの」を雑誌『文芸春秋』に発表した。
  - 長男・賢樹が腎臓結核となり手術を受けた。
- 1938年（昭和13年）47歳
  - この頃、Ｘ子がしばしば服毒（睡眠薬カルモチンや砒素）自殺を図り、妻・はまが問題解決に尽力した。
  - 継母・潔子が病弱となったため世田谷豪徳寺の家に戻った。
- 1939年（昭和14年）48歳
  - 長男・賢樹、継母・潔子が病死した。
  - 「国民にも言はせて欲しい」を雑誌『文芸春秋』に発表した。
- 1940年（昭和15年）49歳
  - 丹羽文雄の仲介でＸ子に当面の生活費を渡し別れた。
  - 真杉静枝の誘いで妻・はまと共に台湾を旅行した。
- 1941年（昭和16年）50歳
  - 間宮茂輔の誘いで朝鮮・満州を旅行、朝鮮では金史良に会い、満州では開拓村（弥栄・龍爪・千振村）を視察した。
  - この頃から同じ世田谷に住む志賀直哉、中野重治と親しくなった。
- 1942年（昭和17年）51歳
  - 日本文学報国会結成の会議に参加し、大政翼賛会文化部長・岸田国士提案の会則案では会長に官僚天下りの可能性があるとして反対した。
  - 大和地方を旅行、この頃から奈良・日吉館を定宿とするようになり骨董・書画に関心をもつようになる[注 13]。
- 1944年（昭和19年）53歳
  - 世田谷豪徳寺の家を売り世田谷四丁目の家を買い転居した。
  - 静岡県熱海市清水町に疎開した。
- 1945年（昭和20年）54歳
  - 炭などの生活物資を取りに行くためにしばしば熱海と世田谷を往復した。
  - 世田谷四丁目の家に谷崎精二一家が転居、間もなく前の家が空いたのでそこに移った。
  - 東京で最後の空襲を経験した。
  - この頃から体調が悪化し膀胱癌の疑いがあった。
  - 世田谷四丁目の家を売り生活費に充てた。
  - 使役を逃れるため一時静岡新聞社に入社した。
- 1946年（昭和21年）55歳
  - 国立熱海病院で診察の結果膀胱癌ではなくバンビロームと判り手術を受けた。
- 1948年（昭和23年）57歳
  - 熱海に転居してきた志賀直哉と再び親しく交際するようになる。
- 1949年（昭和24年）58歳
  - 宇野浩二とともに芸術院会員となる。
  - 広津を含む日本芸術院会員9人が皇居に招かれ、午餐の御陪食を賜る。食後のお茶の席で日本文芸家協会について語る[11]。
- 1950年（昭和25年）59歳
  - 熱海の大火で清水町の家が焼失、下天神町の新居に移った。
- 1951年（昭和26年）60歳
  - 宇野浩二の勧めで松川事件の被告らが書いた「真実は壁を透して」を読み、同事件に関心を抱く。
- 1952年（昭和27年）61歳
  - 東京本郷森川町の双葉館に仕事場を持ち、熱海から通った。
- 1953年（昭和28年）62歳
  - 宇野浩二らとともに松川事件第二審公判傍聴のために仙台に行き、事件現場を視察した。
  - 松川事件被告の無罪を訴える「真実を阻むもの」を雑誌『中央公論』に発表した。
  - 松川事件二審で有罪判決が出た。
- 1954年（昭和29年）63歳
  - 澤地久枝、『婦人公論』の編集者として交流[7]。
- 1957年（昭和32年）66歳
  - 東京文京区大塚のアパートに仕事場をもち、熱海から通う。
- 1958年（昭和33年）67歳
  - 松川事件対策協議会の会長となる。
- 1959年（昭和34年）68歳
  - 松川事件の最高裁判決で第二審判決は破棄され仙台高裁に差し戻しとなった。
- 1961年（昭和36年）70歳
  - 松川事件の仙台高裁差し戻し公判で、被告全員に無罪判決が出た[注 14]。
  - 宇野浩二が死去した。
- 1962年（昭和37年）71歳
  - 妻・はまが大動脈弁閉鎖不全症で熱海の自宅で死去した。

- 1963年（昭和38年）72歳

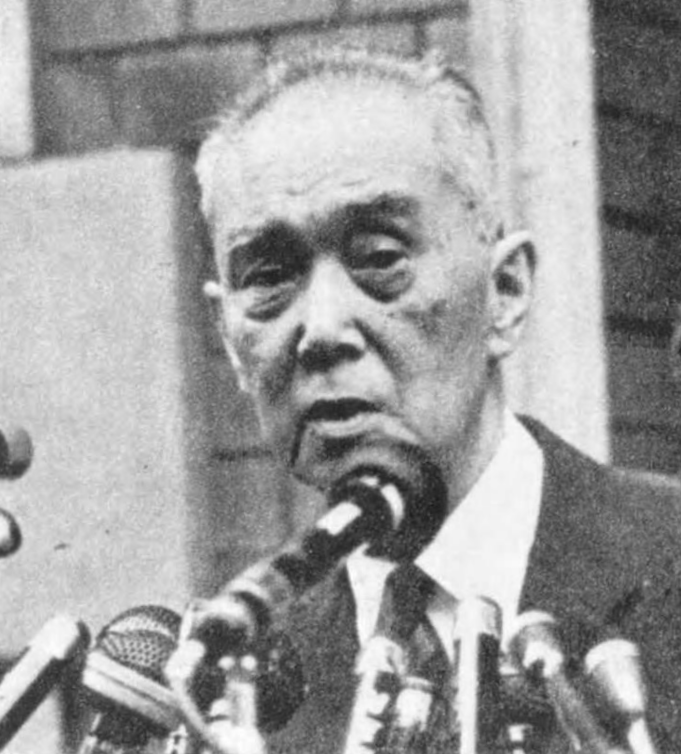
最高裁前で松川事件の無罪確定の感想を語る広津（1963年9月12日）

  - 松川事件の最終判決が下り、被告全員の無罪が確定した。
- 1968年（昭和43年）77歳
  - 心臓発作を起こして熱海国立病院で死去した。墓所は東京都台東区の谷中霊園。

## 親族
- 広津柳浪 - 父。広津弘信（元久留米藩士で外交官）の息子。祖父は馬田昌調、曽祖父は広津藍渓。
- 広津須美子 - 母。27歳で病死。蒲池鎮厚の娘。祖父の蒲池鎮克は江戸幕府最後の西国郡代。曽祖父は柔術家の江口秀種。
- 広津キヨ - 継母。65歳で乳がんにより死去。
- 広津ふく - 戸籍上の妻。旧姓・神山。下宿先の娘。長男出産後結婚し、長女出産後子供たちとともに別居、91歳で没。
- 松沢はま - 実質上の妻。未入籍のまま世間的には「広津和郎夫人」として36年間連れ添い、62歳で没。谷中墓地の広津家墓所にともに眠る。和郎の7歳年下で、恵まれない環境で育ち、和郎と同居後、和郎の父、継母を介護した。
- 広津賢樹 - 和郎とふくの長男。24歳で没。
- 広津桃子 - 和郎とふくの長女。小説家。
- 倉富勇三郎 - 枢密院議長、妻・のぶが和郎の父方の叔母。

## 作品解題
- 『神経病時代』（1918年）、のち「神経病時代・若き日」岩波文庫

新聞記者鈴本定吉は家庭ではヒステリーの妻に、職場では味気ない仕事に憂鬱な毎日を送っていた。友人の遠山は借金まみれの生活をし、同じく友人の河野は日頃道で出会う女への恋に熱中していた。ある日、定吉は遠山から遊郭への同行を強要されたり、新聞の割付の不手際から社長に叱責された憤懣から給仕を殴りつけたり、遠山に金を融通するために時計を質入れしたことを妻に叱責され妻を叩いたりして精神的に徐々に追い詰められていった。そして妻の離縁を考え始めたある日、妻から新たな妊娠を告げられるのであった。
- 「二人の不幸者」（1918年）

生きる力が弱く世間にうまく処していけない30歳前後の2人の男・押川と蠣崎が主人公である。押川は生活のために不本意ながら政治ゴロの経営する雑誌社で編集者として働いていた。彼は様々な恋愛経験を持ち、忘れられない女性もいたが、なぜか職場の電話番をしていた染井という平凡な女性と結婚の約束をしてしまい、これも仕方がないとあきらめるのであった。蠣崎は小説家志望で定職はなく収入もほとんどなかった。彼は今までほとんど恋愛経験がなかったが、偶々隣に越してきた娼婦上がりの女に惚れこみ、彼女が妾奉公に行かせられてしまうのを阻もうとしたが、周旋屋の男に腕力で阻まれてしまうのであった。
- 『ストリンドベルグ評伝』春陽堂（泰西文豪評伝叢書）1919
- 『握手』天佑社 1919
- 『明るみへ』新潮社 1919
- 『横田の恋』春陽堂（新興文芸叢書）1920
- 『作者の感想』聚英閣 1920
- 『朝の影』聚英閣 1920
- 『お光と千鶴子』金星堂 1921
- 「死児を抱いて」（1922年）

石川家の家庭教師よし子の居室で発見されたミイラ化した乳児の死体。失踪したよし子から石川家に手紙が届きその経緯が説き明かされた。よし子は、両親を亡くした後、女学校を中退し叔母の家に引き取られ裁縫などを習っていたが、そこに下宿した元学生の水沼と関係をもち妊娠してしまった。しかし水沼には「久野さん」という過去に付き合った忘れられない女性がいたため、水沼はよし子を女性として愛することはできず、やがて持病の肺結核が重篤となって死んでしまった。よし子は一人で産婆宅で子供を産んだが、私生児として届けを出す決意がつかずにいるうちに子供が急逝してしまったので、埋葬も出来ず死体を持ち歩いていたのであった。
- 『ひとりの部屋』新潮社（短篇シリイズ）1925
- 『現代短篇小説選集 1 少女』文芸日本社 1925
- 『秋の一夜』改造社 1926
- 『生きて行く 戯曲集』改造社 1927
- 「薄暮の都会」（1928年）小説

国友新造は作家志望だが性格が弱く、友人の妹井出綾子に恋心を抱いているが自身の病気（肺病）や故郷で窮迫している家族のことを考えると積極的な態度に出られずにいた。今井蝶子（山田順子がモデル）は夫の援助で上京し作家・女優を目指して雑誌記者五十嵐（足立欽一がモデル）、挿絵画家山路水華（竹久夢二がモデル）などと関係をもち、やがて夫安彦（増川才吉がモデル）が破産した後は小説家宮田春潮（徳田秋聲がモデル）の愛人となった。富士ゆき子は映画製作所の幹部や監督と関係をもちそれを足場に女優としての地位を築き、新井梅子も画家小峰秋風や映画製作所宣伝部長磯村藤次郎などと関係をもち女優を目指すが同僚の女優の誘いにのって売春をする羽目に陥ってしまった。
- 『女給』（1930年）小説

（女給小夜子）北海道岩見沢である男の子を孕んだことがきっかけで上京、様々な仕事に就くが大した収入にならず苦しい生活の中で出産した。子供の玩具欲しさにデパートで万引きしたり夜の公園で刑事に不審尋問されたりした挙句、関口のカッフェで働くことにした。その後、そのカッフェに居られなくなり岩見沢に帰るが、結局子供を里子に出して再度上京し、銀座のカッフェ・Tで働くことにした。そこで馴染みになった客が詩人の吉水（菊池寛がモデル）と会社員の相良であった。特に相良は小夜子との結婚を強引に迫ってきたため、小夜子は郷里の岩見沢に逃げ、それを追ってきた相良に結婚できないことを言い渡したために相良は自殺未遂事件を起こした。やがて小夜子は3回目の上京をし、今度は銀座のカッフェ・シャノアールに出た。そこでライバルの京子にお馴染み客の吉水を奪われ、客として来た相良に結婚詐欺呼ばわりされ警察の調べを受けた。
（女給君代）豊橋から身を立てるため上京し、やがて小さな喫茶店を持つことを夢に銀座のカッフェ・シャノアールで女給となった。そこで知り合ったのがＡ大学のラグビー選手掛川で、掛川の強引な口説きに屈して、やがて男女の関係となった。逢瀬を重ねるうちにやがて君代は身重となってしまった。それを知った掛川は徐々に君代と距離を置くようになり、「女給では誰の子供を孕んだか怪しいものだ」と君代を侮辱した。しかも掛川には君代の他に妊娠させられた掛川の下宿の娘や弊履の如く捨てられた女給の登美子など多くの犠牲者がいた。思い余った君代は掛川の郷里小樽まで出かけて行くが掛川は口実を設けて会おうとはしなかった。君代は帰京した後、小夜子とともにシャノアールを辞め、カッフェ・ミキに出るようになったが、そこで偶然掛川に出会い、君代は小夜子とともに掛川を激しく詰問するのであった。
- 『六大学リーグ戦史』芦田公平共著 誠文堂 1932
- 『過去』岡倉書房 1934
- 『小説作法講義』万昇堂 1934
- 『昭和初年のインテリ作家』改造社（文芸復興叢書）1934
- 『風雨強かるべし』1934 小説 のち岩波文庫、新日本文庫、各・上下

弾圧が強化されていた左翼運動に共感しつつも実際運動には飛び込んでいけず精神的に動揺し続ける大学生佐貫駿一を主人公にした物語である。実際運動に携わり逮捕された旧友八代の妻ハル子と駿一の叶わぬ恋、駿一の亡父の親友で新興資本家の飯島千太の倒産・没落、ブルジョア的生活に疑問を持ち経済的な自立を目指し駿一と結ばれる千太の娘ヒサヨなどが描かれている。
- 『一時期』黎明社 1935
- 『青春行路』三笠書房 1935
- 『母は護る』三笠書房 1938
- 『青麦』学芸社 1939
- 『巷の歴史』中央公論社 1940
- 『愛と死と』牧野書店 1940
- 『芸術の味』全国書房 1942
- 『父と子』報国社 1942
- 「若き日』（1919年 - 1943年）小説 のち岩波文庫

小島（広津和郎自身がモデル）は小学校から大学まで同じ学校に通った友人杉野とは相性が悪くあまり好意をもてなかったが、肺病病みの彼の父や善良そうで小柄な彼の母、そして無邪気で快活な妹千鶴子には親しみを感じるのであった。小島の父（広津柳浪がモデル）は硯友社の同人であったが自然主義文学の台頭におされ文筆の仕事もなく一家は極貧の生活を強いられるようになった。その頃、久しぶりに千鶴子と再会した小島は彼女にほのかな恋情を抱き芝居などに誘ったりするのだが、自らの経済状況を考えると求婚する勇気をもてず、杉野の妨害にもあってそのまま千鶴子とは会わなくなってしまった。やがて千鶴子は意に満たない相手と結婚するが、父譲りの肺病で亡くなってしまった。
- 『夢殿礼讃』全国書房 1946
- 『美しき樹海』民友社 1946
- 『女の敵』新生社 1947
- 『動物小品』創芸社 1947
- 『大和路』鎌倉文庫 1947
- 『散文精神について 評論集』新生社 1947／改訂版・本の泉社 2018
- 『別離』全国書房 1948
- 『冬の芽』大日本雄弁会講談社 1949
- 『狂った季節』六興出版社 1950
- 『若い人達』中央公論社 1950
- 『同時代の作家たち』文藝春秋新社 1951 のち新潮文庫、角川文庫、岩波文庫（新編）
- 『壁の風景画』創芸社 1951
- 『ひさとその女友達』角川文庫 1954
- 『泉へのみち』朝日新聞社 1954 のち角川文庫、新日本文庫
- 『誘蛾灯』朝日新聞社 1955
- 『松川裁判』全3巻 筑摩書房 1955-1958 のち中公文庫、新版・木鶏社 2007

松川裁判の第2審判決を研究したもの。
- 『美しき隣人』宝文館 1957
- 『小磯家の姉妹』角川書店 1957
- 『自由と責任についての考察』中央公論社 1958
- 『松川事件のうちそと』光書房 1959
- 『松川裁判の問題点』中央公論社 1959
- 『街はそよ風』中央公論社 1960
- 『年月のあしおと』〈正・続〉講談社 1963-1967、のち講談社文庫、同文芸文庫全4冊
- 『松川事件と裁判 検察官の論理』岩波書店 1964

被告の無罪確定後に全体をふりかえる。
- 『広津和郎初期文芸評論 洪水以後時代・作者の感想』講談社 1965
- 『動物小品集』築地書館 1978
- 『裁判と国民』広松書店（上下）1981
- 『広津和郎全集』全13巻、中央公論社 1973、新版1988

## 映画化
- 盲目のジェロニモ（1926、亜細亜映画協会）- 原作『?』、監督?、主演松井千枝子。[12]
- 女給（1931、帝国キネマ演芸）- 原作『女給』、監督曽根純三、塚越成治、主演水原玲子。
- 女給君代の巻（1932、新興キネマ）- 原作『女給君代の巻』、監督曽根純三、主演北条たま子。
- 女性の力（1939、日活）- 原作『女性の力』、監督伊賀山正徳、主演北竜二。[13]
- 若い花（1939、日活）- 原作『若い花』、監督富岡捷、主演風見章子。[14]
- 闘ふ母（1940、新興キネマ）- 原作『闘ふ母』、監督久松静児、主演山路ふみ子。
- 生きる強さ（1940、大都映画）- 原作『生きる強さ』、監督小崎政房、主演藤間林太郎。
- 晩春（1949、松竹）- 原作『父と娘』、監督小津安二郎、主演笠智衆、原節子。
- 誘蛾燈（1953、東宝）- 原作『誘蛾燈』、監督山本嘉次郎、主演杉葉子。[15]
- 今宵ひと夜を（1954、東宝）- 原作『入江の町』（小説新潮1950年11月号）、監督千葉泰樹、主演八千草薫。[15]
- 泉へのみち（1955、東宝）- 原作『泉へのみち』、監督筧正典、主演有馬稲子。[15]

## 翻訳
- 女の一生 モウパツサン 植竹書院 1913 のち角川文庫
- ユーゴー物語 世界名著物語 実業之日本社 1914
- 貧しき人々 ドストエフスキー 天弦堂 1915
- トルストイ叢書 第6 コサック 新潮社 1917
- トルストイ叢書 第8 クロイツエルソナタ・吹雪 新潮社 1917
- ドストイェーフスキー全集 カラマゾフ家の兄弟 ドストイヱフスキー全集刊行会 1920-1921
- 美貌の友 ベラミイ モウパッサン 天佑社 1922
- サロメ ワイルド 文芸日本社 1925（世界文芸映画傑作集）
- 貧しき人々 ドストイエフスキー 内外出版協会 1927
- テス ハーデー 世界大衆文学全集 改造社 1930
- 脂肪の塊 モオパツサン 新潮社 1938

## 回想・伝記・研究
- 広津桃子『父広津和郎』毎日新聞社 1973、中公文庫 1979
- 谷崎精二『葛西善蔵と広津和郎』春秋社 1972
- 松原新一『怠惰の逆説 広津和郎の人生と文学』 講談社 1998
- 橋本迪夫『広津和郎再考』西田書店 1991
- 坂本育雄『評伝広津和郎 真正リベラリストの生涯』翰林書房 2001
- 坂本育雄『広津和郎研究』翰林書房 2006
- 木下英夫『松川事件と広津和郎 裁判批判の論理と思想』同時代社 2003

## 展覧会
- 特別展「広津柳浪・和郎・桃子展―広津家三代の文学―」、会期：1998年4月11日 - 5月17日、会場：神奈川近代文学館、主催：県立神奈川近代文学館、財団法人神奈川文学振興会編集委員、編集委員：阿川弘之、中島国彦、橋本迪夫、松原新一[16]